# Google Maps SDK
Google Maps SDK — это программный комплект для разработчиков (SDK), который позволяет интегрировать карты Google и связанные с ними функции в мобильные и веб-приложения. SDK предоставляет доступ к интерактивным картам, геолокационным данным, маршрутам, информации о местах и другим возможностям Google Maps сторонним разработчикам. Единственный аналог MapsSDK - MapKit.
Используя API Карт, можно прокладывать и строить маршруты, отслеживать объекты, отображать информацию о местах и компаниях, визуализировать данные на карте и встраивать панорамные виды и спутниковые снимки.

## Платформы
На Andoid Maps SDK поддерживает Kotlin и Java, на iOS Maps SDK поддерживается для Swift и Objective-C, для веб-приложений создан Google Maps JavaScript API.